# Chalerm Yubamrung
Chalerm Yubamrung (thailändisch เฉลิม อยู่บำรุง, RTGS: Chaloem Yubamrung; * 10. Juni 1947 in Bangkok) ist ein thailändischer Politiker der Pheu-Thai-Partei. Von 2009 bis 2011 war er Fraktionschef der Pheu Thai und parlamentarischer Oppositionsführer. Von 2011 bis 2013 war er stellvertretender Ministerpräsident,  anschließend bis Mai 2014 Arbeitsminister unter Yingluck Shinawatra.

## Leben und Karriere
Chalerm Yubamrung verfolgte eine Karriere bei der Polizei, bis er im Range eines Hauptmanns ausschied, um in die Privatwirtschaft zu gehen. Er studierte berufsbegleitend Jura an der Ramkhamhaeng-Universität und wurde durch diese auch promoviert.
Seine politische Karriere begann er als Abgeordneter für die Demokratische Partei. 1986 trat er aus ihr aus, um die Muanchon-Partei („Massenpartei“) zu gründen. Für sie wurde er in seinem Heimatwahlkreis im Westen Bangkoks wiederholt ins Parlament gewählt. Seine Partei wurde 1988 Teil der Koalitionsregierung von Chatichai Choonhavan und Chalerm wurde Minister im Amt des Ministerpräsidenten. In dieser Position hatte er, unter anderem, die Aufsicht über die Mass Communications Organization of Thailand, die den Rundfunk regulierte und Lizenzen für private Fernsehprogramme vergab. Die Regierung wurde 1991 durch einen Militärputsch gestürzt, angeblich weil sich mehrere Minister, darunter Chalerm, bereichert hätten und „ungewöhnlich reich“ geworden seien. Er verließ vorübergehend das Land. In der Regierung von Banharn Silpa-archa war er von 1995 bis 1996 erneut Kabinettsmitglied, diesmal als Justizminister. 1997 trat er zur Partei Neue Hoffnung über. 2004 kandidierte er als inzwischen Parteiloser für das Amt des Gouverneurs von Bangkok, kam jedoch nur auf den vierten Platz.
2007 wurde er Mitglied der Partei der Volksmacht und Innenminister in der Regierung von Samak Sundaravej, anschließend kurzzeitig Gesundheitsminister im Kabinett Somchai Wongsawat. Im Dezember 2008 wurde die Partei der Volksmacht vom Verfassungsgericht verboten. Sie gründete sich aber praktisch sofort unter dem Namen Pheu-Thai-Partei wieder. Chalerm wurde ihr Fraktionsvorsitzender und damit Chef der parlamentarischen Opposition gegen die Regierung von Abhisit Vejjajiva.
Nach dem Wahlsieg seiner Partei 2011 machte ihn die neue Ministerpräsidentin Yingluck Shinawatra zu einem ihrer vier Stellvertreter. Im Rahmen einer Kabinettsumbildung im Juli 2013 verlor er die Position des stellvertretenden Ministerpräsidenten und wurde stattdessen Arbeitsminister. Berichten zufolge war er unzufrieden mit diesem Positionswechsel, den er als Degradierung empfand. Während der politischen Krise 2013/14 enthob das thailändische Verfassungsgericht Chalerm am 7. Mai 2014 – gleichzeitig mit Ministerpräsidentin Yingluck Shinawatra – seines Amtes.
Chalerm ist verheiratet und hat drei Söhne. Einer davon, Duangchalerm, stand 2001 unter Mordanklage, wurde jedoch aufgrund widersprüchlicher Zeugenaussagen nicht verurteilt.